# Gassan (Burkina Faso)
Gassan ist sowohl eine Gemeinde (französisch commune urbaine) als auch ein dasselbe Gebiet umfassendes Departement im westafrikanischen Staat Burkina Faso in der Region Boucle du Mouhoun und der Provinz Nayala. Die Gemeinde hat in 24 Dörfern und drei Sektoren des Hauptortes 32.252 Einwohner.
Gassan liegt im Siedlungsgebiet der Sanan.